# براد ريدل
برادلي ستيفن ريدل (بالإنجليزية: Bradley Stephen Riddell؛ مواليد 30 سبتمبر 1991) هو مُقاتل فنون قتالية مختلطة نيوزيلندي.

## وصلات خارجية
- براد ريدل على موقع بوكس ريك (الإنجليزية) (registration required)
- براد ريدل على موقع يو إف سي (الإنجليزية)
- براد ريدل على موقع شيردوغ (الإنجليزية)